# Système HANS

Schéma du système HANS avec un casque intégral :
1. Armature du Hans
2. Sangles
3. Points d'attache
4. Harnais

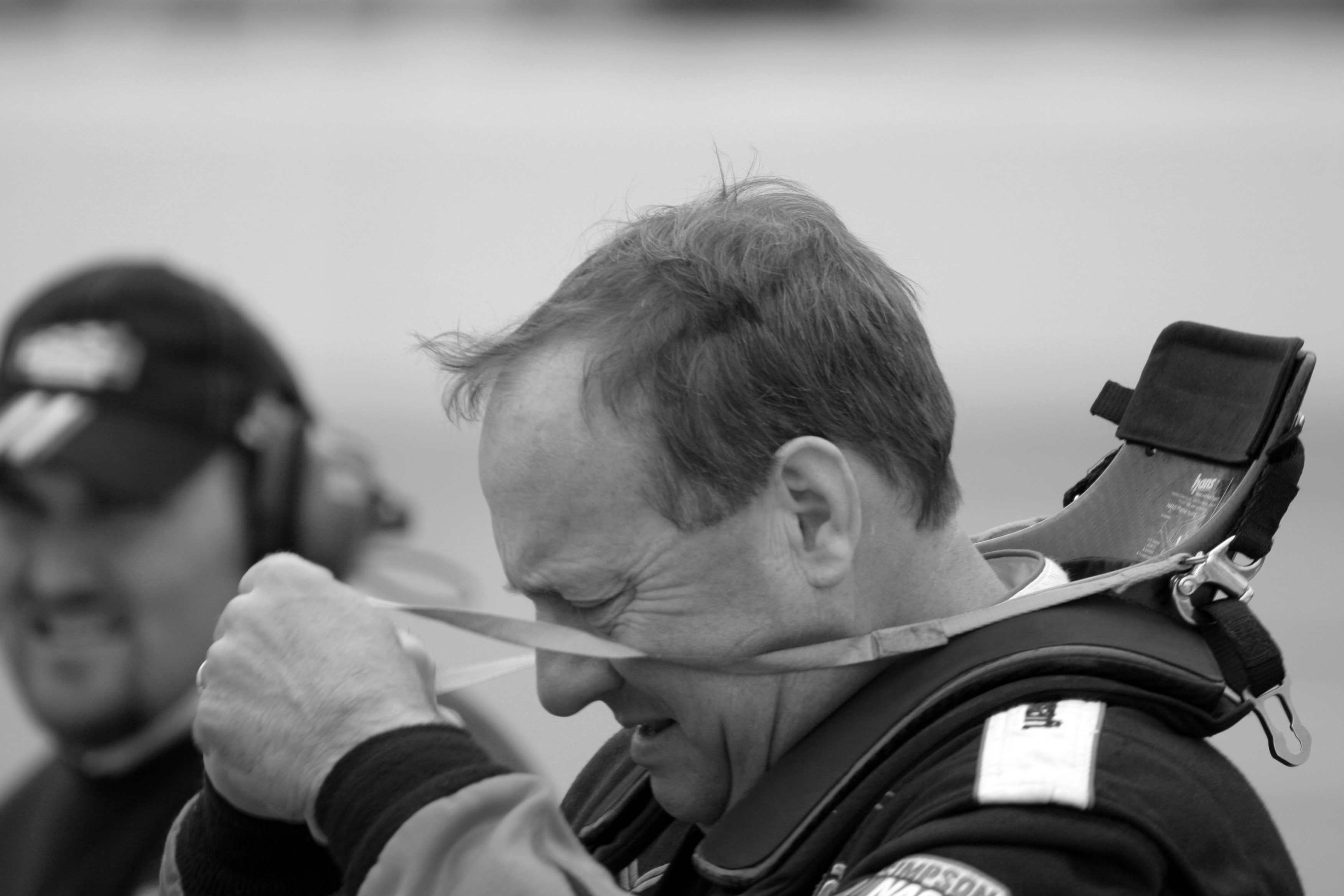
Le système HANS du pilote de NASCAR Ken Schrader.

Le système HANS (Head And Neck Support - « Support de la tête et du cou ») est un équipement de sécurité utilisé dans de nombreux sports mécaniques automobiles en complément du casque.

## Historique
Le système HANS a été conçu aux États-Unis au milieu des années 1980 par le docteur Robert Hubbard (1943-2019), professeur en ingénierie biomécanique à l'université d'État du Michigan, pour prévenir un traumatisme du rachis cervical, dit « coup du lapin », en cas de choc frontal violent. Patrick Jacquemart, un ami pilote automobile de Jim Downing, son beau-frère, pilote également, avait percuté un remblai de face en 1981 sur le circuit de Mid-Ohio et succombé à une fracture à la base du crâne. L'idée, simple, est de maintenir la tête au niveau des épaules en cas de choc frontal, puisque le pilote est fermement maintenu dans son baquet au niveau du torse et du bassin par un harnais. La première demande de brevet est déposée par Hubbard en 1985 et le brevet attribué en 1987. Après la mise en place de financements, le premier prototype est prêt en 1989 et des crash-tests sont engagés avec des mannequins d’essai de choc à l'université de Wayne State.
Le système est mis sur le marché fin 1990 et le premier exemplaire est vendu en 1991. Ce premier modèle est assez encombrant, une sorte de collier va d'un côté à l'autre du casque, faisant ressembler le pilote à Dark Vador. En 1992, grâce à l'implication de General Motors qui lance un programme de sécurité pour les sports mécaniques, puis lorsque Ford commence à apporter un financement en 1995, les crash-tests deviennent de plus en plus sophistiqués et les données accumulées de plus en plus précises.
Du côté européen, c'est l'accident de Mika Häkkinen en Formule 1 aux essais du Grand Prix d'Adelaide 1995, où il a tapé une barrière de pneus de face à pleine vitesse et subi une fracture du crâne, qui décide la Fédération internationale de l'automobile (FIA) à lancer un programme de sécurité spécifique pour la protection de la tête des pilotes en cas d'impact, notamment frontal. L'airbag (coussin gonflable de sécurité) est considéré mais c'est le système HANS qui offrit le plus de résultats, restait à adapter celui-ci au cockpit étroit et aux contraintes des monoplaces. C'est Mercedes qui mettra ce dernier au point avec Robert Hubbard et Jim Downing. Présenté officiellement aux écuries de Formule 1 en avril 2001, le système est finalement rendu obligatoire pour la saison 2003.
Aux États-Unis, c'est l'écurie de CART Newman/Haas Racing qui participera à la mise au point pendant les séances d'essais, avec les pilotes Michael Andretti et Christian Fittipaldi. En 2000, la série de monoplaces CART rend le système HANS obligatoire. D'autres séries suivront, comme la NASCAR en 2002.
Le système HANS est désormais obligatoire dans les épreuves internationales sanctionnées par la FIA suivantes : Championnat du monde de Formule 1, Championnat du monde des rallyes, Championnat du monde d'endurance, Championnat du monde de rallycross, Coupe du monde des voitures de tourisme, Coupe du monde des rallyes tout-terrain, anciennement le Championnat FIA GT et le Championnat du monde des voitures de tourisme, et d'autres championnats. Son usage est répandu dans de nombreuses autres catégories, notamment en monoplace.
Robert Hubbard, le créateur du système HANS, décède le 5 février 2019.